# بارو (إزار)
بارو (بالفرنسية: Barraux) هي بلدية في إقليم إزار بمنطقة أفيرن–رون ألب في جنوب شرق فرنسا.